# 蒙特維尤 (愛達荷州)
蒙特維尤（英語：Monteview）是位於美國愛達荷州傑佛遜縣的一個非建制地區。該地的面積和人口皆未知。

## 地理
蒙特維尤的座標為43°58′19″N 112°32′11″W / 43.97194°N 112.53639°W，而該地的平均海拔高度為1461米（即4793英尺）。